# Grand Paris Seine Ouest 92 Issy Femenino
El Grand Paris Seine Ouest 92 Issy, conocido como GPSO 92 Issy, es un club de fútbol femenino de Francia de la comuna de Issy-les-Moulineaux. Fue fundado en 1997 bajo el nombre de EuroPeru.
Logró el ascenso a la  Division 1, primera división del país, en 2020 y hace dos temporadas que juega en el Elite.

Disputa sus encuentros en el Cité des Sports de Issy-les-Moulineaux desde noviembre de 2021. 

## Palmarés
| Competición nacional   | Títulos                                                  | Subcampeonatos     |
| ---------------------- | -------------------------------------------------------- | ------------------ |
| Segunda División (1/0) | 2011-12 (Grupo B), 2013-14 (Grupo B), 2019-20 (Grupo A). | 2010-11 (Grupo B). |
| Tercera División (1/0) | 2008-09 (Grupo C).                                       |                    |
| Regional (1/0)         | 2002-03, 2007-08, 2016-17 (Isla de Francia).             |                    |